# Drawn Together
Drawn Together (wörtlich: ‚Zusammen gezeichnet‘, sinngemäß: ‚Zusammengebracht/Zueinander hingezogen‘) ist eine US-amerikanische Zeichentrickserie, die Film und Fernsehen persifliert und für einen derben, mit Sexualität und Gewalt konnotierten Humor bekannt ist. Die Serie wurde von Dave Jeser und Matt Silverstein entwickelt und von Comedy Central produziert. Sie wurde zum ersten Mal am 27. Oktober 2004 ausgestrahlt.
In Großbritannien wurde die Serie über MTV und Paramount Comedy ausgestrahlt, in Australien über SBS. In Deutschland war sie seit dem 3. Mai 2006 auf MTV zu sehen. Von März 2009 bis Oktober 2009 wurde Drawn Together auf VIVA ausgestrahlt. Daraufhin hat MTV die Ausstrahlung wieder übernommen. Da MTV das Sendeprogramm seit dem 1. Januar 2011 im frei empfangbaren Fernsehen abgeschaltet hat, wurde Drawn Together wieder auf VIVA ausgestrahlt. Im Jahr 2014 hat VIVA die Ausstrahlung eingestellt.

## Handlung
Der Handlungsrahmen besteht aus dem  Konzept der Reality-Shows, unterschiedliche und einander unbekannte Personen in einem gemeinsamen Wohnquartier unterzubringen und dabei von Kameras beobachten zu lassen.
Comedy Central machte damit Werbung, dass Drawn Together die erste animierte Reality Show sei, in der acht Zeichentrick-Figuren gewollt zusammen in einem Haus leben. In manchen Episoden müssen die Figuren sich ein paar Herausforderungen stellen, basierend auf echten Reality-Shows.
Die Serie zielt auf ein erwachsenes Publikum. Es gibt beispielsweise oft sexuelle Anspielungen auf Glory Hole, Fisten, BDSM oder Urinfetischisten. Mehrere Episoden haben Homosexualität als Hauptthema (wie zum Beispiel Hot Tub und Gay Bash) und widmen sich diesem ausführlich, vor allem kommen in praktisch jeder Folge entsprechende Witze vor. Der Humor ist zum großen Teil satirischer Natur, sein Primärfokus ist die Umkehrung von Politischer Korrektheit. Vorurteile, Rassismus und Sexismus werden stark übertrieben, Stereotype sind überzeichnet und es wird kein Tabuthema ausgelassen.
Die Handlung basiert zum großen Teil auf Tabubrüchen zu kontroversen Themen wie zum Beispiel Schwangerschaftsabbruch, Vergewaltigung, Inzest, Rassismus, Terrorismus oder dem Holocaust, wobei die Schöpfer von Drawn Together absichtlich gesellschaftliche Normen im Umgang mit diesen Themen überschreiten. Die meisten Charaktere werden als dumm bzw. irre dargestellt; ihre Handlungsweise entspricht oft dem Gegenteil von dem, was man normalerweise machen würde.
Die Parodie von Filmen und Fernseh-Klischees ist ein häufiges Thema in dieser Serie; manche Drawn-Together-Handlungen sind Anspielungen auf bekannte Filme oder Fernsehserien u. a. Terminator, Star Wars, Muppet Babies oder Kill Bill. Ebenso werden häufig genutzte Schemata aus Actionfilmen persifliert, wozu auch stark hervorstechende logische Handlungsfehler gehören. Oft werden typische Vorurteile gegenüber afrikanischstämmigen US-Bürgern, Homosexuellen oder Juden dargestellt. Anspielungen auf Letztere wurden jedoch in der deutschsprachigen Synchronisation der Staffeln eins und zwei sehr stark reduziert. Die deutsche Bearbeitung der Staffel drei dagegen bleibt, abgesehen von den häufig schwer übersetzbaren Wortspielen, sehr nahe am Originaltext.

## Figuren

### Captain Leslie Hero
Captain Hero ist eine Superman-Adaption mit allen von Superman bekannten Kräften. Er hat allerdings im Gegensatz zur Vorlage eine Schwäche für Alkohol und andere Drogen, ist emotional labil, unsicher und egoistisch. Er fällt vor allem durch seine Pansexualität und seine Nekrophilie auf, hat aber weitere schwer einzuordnende sexuelle Präferenzen und eine Neigung zu infantilem Verhalten. In der englischen Originalversion benutzt er zahlreiche hebräische Worte. Sein schwules Alter Ego Tim Tommerson hat in einer Episode eine Beziehung mit Xandir.
Captain Hero wird in der Serie meist als Versager gezeigt und benannt. Er gilt als typischer Chauvinist. Er stammt von einem Planeten namens Zebulon und wurde noch als Baby ausgesetzt. Sein ganzes Leben hat er in dem Glauben verbracht, dass sein Heimatplanet in die Sonne gestürzt und er damit der einzige überlebende Zebulonier wäre. Als er schließlich erfährt, dass seine Eltern ihn mittels einer Raumsonde „abgetrieben“ hatten, weil er zum „ödesten Superhelden“ werden würde, der je geboren wurde, schleudert er Zebulon aus Wut tatsächlich in die Sonne.

### Prinzessin Clara
Prinzessin Clara entspricht äußerlich dem Schema einer typischen (naiven) Disney-Prinzessin wie etwa Cinderella, Arielle oder auch Schneewittchen, die ihre besten Freundinnen sind. Sie singt bezaubernd, ist Freundin aller Tiere und am Beginn der Serie auf der Suche nach einem Prinzen. Darüber hinaus ist sie naiv und zudem offen rassistisch, homophob, christlich-fundamentalistisch, antisemitisch und zeigt Anzeichen von Symphorophilie. Sie hat eine geistig behinderte, aber sexuell äußerst attraktive Cousine namens Bleh. In einigen Folgen tritt auch ihr Vater, der König, auf.
Ihre Vagina hat sich nach einem von ihrer Stiefmutter ausgesprochenen Fluch in ein Tentakel-Monster verwandelt, das sie selbst Octopussoir nennt. In einer Folge versucht sie über eine Casting-Show trotz dieses Makels einen Prinzen zu finden, später wird das Octopussoir operativ entfernt – worauf es sein eigenes Leben führt, heiratet und eine Familie gründet.

### Toot Braunstein
Toot Braunstein ist eine in Schwarz-Weiß gezeichnete Betty-Boop-Persiflage in der Rolle eines „Cartoon-Sexsymbols der 1920er“. Sie ist geprägt von Essstörungen, die bis zum Konsumieren unverdaulicher Gegenstände und Kannibalismus reichen, sowie von Alkoholabhängigkeit, masochistischen Zügen und einem Hang zu selbstverletzendem Verhalten. Sie wird oft als besonders hässlich und ungepflegt, vor allem aber extrem übergewichtig hingestellt. Sie versucht immer wieder, Männer zu verführen, was ihr aber nur sehr selten gelingt. In einer Episode gelingt es ihr allerdings, alle indischen Männer zu verführen, da diese sie für eine heilige Kuh halten. Besonders zum Beginn der Serie versucht sie, den homosexuellen Xandir zu verführen. Ihre Bosheit gegenüber den anderen Hausbewohnern geht im Verlauf der Serie, besonders in der dritten Staffel, immer mehr auf Prinzessin Clara über.

### Foxxy Shaquafa Love
Foxxy Love ist eine schwarze, „rätsellösende Musikerin“ (Parodie auf Beyoncé Knowles sowie Valerie Brown von Josie und die Pussycats und die Scooby-Doo-Charaktere der Mystery, Inc., sowie auch dem Namen nach auf Foxy Brown). Sie hat einen Fuchsschwanz über dem Po, wobei die Darstellung, ob es sich dabei um ein Körperteil oder um einen Bestandteil ihrer Kleidung handelt, innerhalb verschiedener Episoden widersprüchlich ist. Das Gleiche gilt für die Fuchsohren auf ihrer Baseball-Cap. Sie ist bisexuell und spielt auf das Klischee des schwarzen, wütenden Alpha-Weibchens an. Ihr attraktives Äußeres und ihre knappe Bekleidung sind an das von Teilen der Hip-Hop-Kultur vermittelte Bild schwarzer Frauen angelehnt. Häufig wird auf ihre kaum vorhandene Schulbildung und ihren möglichen Analphabetismus angespielt, im Kontrast dazu zeigt sie jedoch außerordentliches Geschick bei der Lösung von Problemen. Foxxy gilt zwar als gläubig, aber nicht christlich-fundamentalistisch wie Prinzessin Clara. Ihre vorrangigste Eigenheit ist ihre hohe sexuelle Aktivität, die zu einer unbestimmten Zahl an Nachkommen, unter anderem einem Enkel im Teenager-Alter, geführt hat.
Foxxy hat zwei genannte vom Jugendamt entzogene Kinder namens Kwametta und Ray-Ray  sowie einen Sohn Timmy, der als Running Gag fungiert, indem sie ihm sehr häufig unterschiedliche, sich widersprechende Schicksale andichtet, stets abgeschlossen durch ihre tränenerstickte Aussage: „Armer kleiner Timmy … Mama vermisst dich so sehr!“. Des Weiteren leidet Foxxy unter dem Verlust ihres Vaters, den sie in einer Episode tatsächlich wieder trifft. Nach einer kurzen Zeit der Gemeinsamkeit geht ihr Vater Zigaretten holen, um nicht wiederzukehren, was Foxxy nicht verstehen kann oder will.

### Spanky Ham
Spanky Ham (von ‚spank‘: ‚versohlen‘/‚spank the monkey‘: ‚masturbieren‘ und ‚ham‘: ‚Schinken‘) ist eine Internet-Cartoonfigur in Gestalt eines Schweins, eine Parodie auf die im Internet verbreiteten, meist schlicht gezeichneten Flash-Animationen. Er ist koprophil, zynisch, sarkastisch, mit ausgeprägtem Hang zu politischer Unkorrektheit, zu Fäkalhumor und Blähungen; zudem liebt er es, andere zu betrügen und auszunutzen. Spanky Ham hat einen anatomisch korrekt dargestellten Schweinepenis, der sich unter Erregung aufrichtet. Vor den Ereignissen des 11. September ist er zum Islam konvertiert. In der Folge 10 der 3. Staffel wird angedeutet, dass er zuvor jüdischen Glaubens war und auch eine hebräische Schule besuchte.

### Ling-Ling
Ling-Ling ist eine Adaption des japanischen Kampfmonsters Pikachu aus dem Spiel Pokémon und Persiflage auf weitere Anime-Figuren. Er spricht ein unverständliches Pseudo-Japanisch-Kauderwelsch mit Untertiteln, kurz auch mal Englisch bzw. Deutsch, entspricht dem Klischee des mathebegabten, fleißigen und aufopferungsbereiten Asiaten, der nach Ruhm und Ehre strebt und fürchterlich schlecht Auto fährt. Er betet gelegentlich zu L. Ron Hubbard.
Eine weitere Besonderheit von Ling-Ling ist, dass er vor dem Geschlechtsverkehr mit den weiblichen „Monstern“ kämpft. Zudem sondert er, wenn er enttäuscht ist, eine halluzinogene Substanz ab. Sein Schweif, der die Form eines Ausrufezeichens hat, kann von ihm bei Bedarf als Schwert benutzt werden, verwandelt sich gelegentlich in ein Fragezeichen oder wird, wenn er wütend ist, zu einem Mischmasch aus Zeichen, wie es auch oft in Comics vorkommt (#*!~+?). Durch seine Kampfkunst (eine Anspielung auf die Charaktere der Anime-Serien Dragonball und Pokémon) hat er auch schon das eine oder andere Mal seine Mitbewohner retten können. Zudem hätte er gerne mehr Anerkennung von seinem Vater (wie Clara) und den anderen Mitbewohnern.
Auffällig ist auch sein markanter Sprechfehler, bei dem er das „L“ immer wie ein „R“ ausspricht. Wenn er von sich mal wieder in der dritten Person spricht, bezeichnet er sich selber daher auch als „Ring Ring“. Dieser verdrehte Sprechfehler ist eine Anspielung auf die Probleme von Asiaten bei der Aussprache des „R“, wonach dieses immer wie ein „L“ klingt.

### Xandir P. Wifflebottom
Xandir ist die Adaption eines typischen Fantasy-Videospiel-Helden. Er ist homosexuell, aber anfangs getrieben von der „ewig währenden Mission, seine Freundin zu retten“ (never-ending quest to save his girlfriend). In der Episode Gay Bash organisiert Foxxy Love eine Schwulenorgie für ihn. Xandir bemerkt dadurch seine homosexuellen Neigungen. Zunächst fällt es ihm schwer, mit dieser Erkenntnis umzugehen, und er will Suizid verüben. Da er als Figur aus einem Videospiel jedoch zahlreiche Leben hat, scheitern seine Selbstmordversuche, und schließlich outet er sich doch noch als homosexuell.
Er kümmert sich häufig um andere Figuren und hat ein Faible für Selbstmitleid, romantische Gedichte und Quietscheentchen. Anfangs ist er Opfer von Toots Begierde, doch dann freundet er sich vor allem mit Captain Hero an, mit dem er sich auch ein Schlafzimmer, jedoch kein Bett teilt. In einer Episode sind seine Eltern als in einer dem Auenland aus Herr der Ringe nachgeahmten Gegend wohnhaft dargestellt.

### Wollknäuel Sockenbart
Wollknäuel Sockenbart (Original: Wooldoor Sockbat, wörtlich: Wolltür Sockenfledermaus) ist eine Adaption von SpongeBob Schwammkopf, Ren und Stimpy und den Looney Tunes und leidet vorgeblich unter dem Aufmerksamkeitsdefizit-Syndrom. Obwohl er auf den ersten Blick der verrückteste Charakter in der Wohngemeinschaft zu sein scheint, tritt er bei Bedarf auch als Chirurg, Pfarrer, Psychologe, Hausarzt oder anderweitig hochqualifizierter Sachverständiger in Aktion.
Er erlebt in der zweiten Staffel seine Pubertät. Sein typischer Ausruf der Begeisterung ist „Huu-Wiiiii!“. Laut eigener Aussage muss er diesen Ausruf alle 30 Sekunden ablassen, da er sonst an seiner eigenen Magensäure erstickt. Er ist der beste Freund von Prinzessin Clara und Spanky Ham, der ihn besonders in der zweiten Staffel immer wieder ausnutzt, auf die Schippe nimmt und zu Straftaten anstiftet. Bei der Ejakulation durch Masturbation sondert er so genannte „Clumbabys“ aus seinem Mund ab, die sämtliche Krankheiten heilen und Tote wiederauferwecken können, eine Anspielung auf die Debatte zum Thema Stammzellenforschung. Bevor er zu Wollknäuel Sockenbart wurde, war er ein normaler Junge namens Walter Saget.

## Wiederkehrende Nebenfiguren

### Der König
Der König ist der Vater von Prinzessin Clara, der in einigen Folgen auftritt, sein Name wird aber nicht enthüllt. Sein Aussehen ähnelt dem von König Triton (Vater der Meerjungfrau Arielle). Seine rassistischen Ansichten wurden von Clara übernommen; diese blickt zu ihm auf und kämpft stets um seine Anerkennung. Der König scheint sie nie richtig zu verstehen, denn er begründet vieles mit der Aussage, dass Clara eine Prinzessin sei und sich deshalb so verhalte. Seine Vorliebe gilt vor allem Striptease, was er allerdings als Ballett bezeichnet und familiären Verpflichtungen vorzieht. So geht er, anstatt mit Clara ihren Geburtstag zu feiern, in den örtlichen Amüsierbetrieb. Er zeigt allenfalls ein inzestuöses Interesse an seiner Tochter, was beide nicht als krankhaft wahrnehmen.

### Der geldgeile Produzent
(Original: The Jew Producer, „Der jüdische Produzent“)
Der geldgeile Produzent bestimmt den Verlauf der Show, gibt dementsprechende Anweisungen und ist daher die Inkarnation der Macher Dave Jeser und Matt Silverstein – die beide jüdischen Glaubens sind – innerhalb der Show. Die meiste Zeit ist er nur über einen Lautsprecher zu hören. Tritt er auf, so ist er ein kleiner Mann mit blauem Anzug, der diesen Lautsprecher anstelle eines Kopfes trägt und dessen rotblonde Frisur an das Aussehen von Donald Trumps Haupthaar angelehnt ist. Im Rahmen einer Big-Boss-Parodie am Ende der ersten Staffel fungiert er, in einer Verkleidung als Milliardär Buckie Bucks, als Parodie auf Donald Trump, wobei er bei jedem Wiederholen von dessen berühmtem Satz „Du bist gefeuert!“ (original: You’re fired!) in seine Hose ejakuliert, zuletzt auch aus den Augen. Ähnlich in der Fortsetzungsepisode, in welcher er den Bewohnern erlaubt, wieder ins Haus einzuziehen, wenn sie mit ihm „Simon sagt“ („Simon says“) spielen – nur in der Absicht, sie erneut zu demütigen. Während der letzten Episode der dritten Staffel, American Idol Parody Clip Show, begeht er Suizid im Off camera, ein Indiz für das mögliche Ende der Serie.

### Octopussoir
Als Clara noch ein kleines Kind war, legte ihre böse Stiefmutter einen Fluch auf ihre Vagina. Durch diesen Fluch verwandelte sie sich in ein männliches, sprechendes Multi-Tentakel-Monster (eine Anspielung auf viele Hentai-Filme). Trotz eines furchteinflößenden Erscheinungsbildes (welches jeden zum Erbrechen bringt, der es erblickt, sowie unter den versammelten Prinzen jeden, der es küsst, außer ihren auserwählten Prinzen) ist das Octopussoir eigentlich recht liebenswürdig, es sei denn, es wird durch laute Geräusche erschreckt oder auf irgendeine Weise provoziert. Clara lässt sich ihre Vagina in der zweiten Staffel durch eine Schönheits-OP umändern, woraufhin es zum Judentum konvertiert und in ein eigenes Haus zieht; dort zeigt sich (durch eine Brille und gehobene Sprache) seine Intelligenz. Das Octopussoir führt daraufhin ein glückliches, separates Leben.

### Bleh
Bleh ist Prinzessin Claras geistig behinderte Cousine, deren Zustand das Ergebnis des Alkoholmissbrauchs ihrer Mutter während der Schwangerschaft ist. Gewöhnlich trägt sie einen Footballhelm als Kopfschutz, schielt und hat Probleme, ihren Speichelfluss zu kontrollieren. Ihre Sprache besteht hauptsächlich aus schwer verständlichen Pressekritiken des Films Ich bin Sam. Ihr restlicher Körper ist jedoch makellos, was ihr starke Attraktivität verleiht und sie zum Lustobjekt für Captain Hero macht. Darüber hinaus verfügt sie über gute Reflexe. In der Episode Ghostesses in the Slot Machine ist sie in einer Rain-Man-Parodie kurz als Spielerin an einem Black-Jack-Spieltisch zu sehen.

### Judge Fudge
Judge Fudge ist eine Parodie auf die oftmals schwarzen Richter diverser Gerichtsshows der siebziger Jahre. Sein Erscheinungsbild ist, wie sein Name schon vermuten lässt, das eines Karamellriegels in einer Richterrobe. Seine eigene Fernsehshow, die Judge Fudge Adventure Power Hour, ist eine Parodie auf die Shows selbst. Er gibt sich jedes Mal, wenn er erscheint, ziemlich handlungsunfähig, da er stets, wie er betont, „viel zu beschäftigt damit ist, außerordentlich köstlich zu sein“ (Original: „I’m far too busy being delicious“). In der Folge The Drawn Together Clip Show wird er als Sieger der letztjährigen Drawn-Together-Staffel vorgestellt. Die Episode N. R. A.y Ray gibt ihm Gelegenheit zu einem aktiveren Auftritt, als er Foxxy verurteilen soll. Jedoch kommt es aus bekanntem Grund zu keinem Urteil.

### Jun-Jee
Jun-Jee ist Ling-Lings Vater. Sein Aussehen ähnelt dem von Ling-Ling, mit dem Unterschied, dass er etwas größer ist, eine dunklere Hautfarbe hat sowie abgeknickte Ohren und einen abgeknickten Schweif. Des Weiteren hat Jun-Jee ein typisches „Chinesenbärtchen“ und vom Kopf über den Rücken hinab dornenähnliche Stacheln. Ähnlich wie sein Sohn Ling-Ling sondert er bei Enttäuschungen ein halluzinogenes Sekret ab.
Seinen ersten Auftritt hatte er in der Episode The Other Cousin. Er wurde quasi als Wiedergutmachung von Xandir, Toot und Wollknäuel eingeladen, weil sie Ling-Ling damals als Droge missbraucht hatten. Seinen zweiten sichtbaren Auftritt hatte er in der Folge Freaks & Greeks. Nach einem Selbstmordversuch von Jun-Jee kann Ling-Ling ihn überzeugen, ins Drawn-Together-Haus zu ziehen, worauf er sich unsterblich in Toot verliebt und sie auch heiratet. Er spricht in dieser Folge Englisch (in der deutschen Fassung Deutsch) mit asiatischem Akzent, was er schon in der Episode Clum Babies tat (wenn auch nur auf Ling-Lings Anrufbeantworter), obwohl er (genau wie Ling-Ling) in der Folge The Other Cousin noch japanisches Kauderwelsch sprach. Dadurch erfährt man in Freaks & Greeks, dass das schon in The Other Cousin zu hörende „Jun-Jee“ sein Name ist.

### Steve aus Long Island
Steve ist ein stets lässig auftretender junger Mann mit Sonnenbrille. Bei seinem ersten Erscheinen in Clum Babies wird er als „Ling-Lings dämlicher Freund Steve“ bezeichnet. In Mexican’t Buy Me Love gehört er jedoch zu den „Coolen Kids“, obwohl sich seine Charakterzüge nicht merklich verändert haben. Über Steves Leben ist bisher wenig bekannt, außer dass er regelmäßig Clubs aufsucht und dabei Ling-Ling kennenlernte. Während seines zweiten Auftritts jedoch tritt er nicht zusammen mit Ling-Ling in Erscheinung, und ihre Freundschaft wird nicht erwähnt. Er ist häufig in Begleitung von ein oder zwei attraktiven jungen Damen.

## Veröffentlichung
Drawn Together wurde von Comedy Central produziert und erstmals am 27. Oktober 2004 ausgestrahlt.
In Großbritannien wurde die Serie auf MTV und Paramount Comedy gesendet, in Australien hingegen über SBS ausgestrahlt. In Deutschland ist sie seit dem 3. Mai 2006 auf MTV zu sehen.
Im März 2007 wurde bekannt, dass Dave Jeser und Matt Silverstein ihren Vertrag mit Comedy Central gekündigt und beim Sender FOX einen Zweijahresvertrag unterschrieben haben. Eine vierte Staffel von Drawn Together war damit zwar noch möglich, jedoch eher unwahrscheinlich geworden. Inzwischen hat Tara Strong bestätigt, dass es keine vierte Staffel geben wird. Im Januar 2008 wurde der Vertrag zwischen FOX und den beiden Autoren während eines Autorenstreiks beendet.
In Amerika sind alle drei Staffeln auf DVD erschienen. Die DVD-Fassungen haben teilweise zusätzliche Szenen und sind im Gegensatz zur Fernsehfassung weitestgehend unzensiert. Eine deutsche Veröffentlichung erschien am 28. Oktober 2011. Diese, vom Hersteller als Hybrid-Fassung betitelte Fassung, wird keine schwarzen Balken enthalten. Geschnittene Szenen ohne Dialog werden direkt in die Folge integriert. Zensierte Szenen mit Dialog werden untertitelt im Bonusmaterial enthalten sein.
Eine Verfilmung der Serie erschien als Direct-to-DVD-Produktion am 20. April 2010 unter dem Titel The Drawn Together Movie: The Movie! in den USA.

### Synchronisation
Die Serie wurde bei der FFS Film- & Fernseh-Synchron in München vertont. Dominik Auer, Manuel Straube und Cornelius Frommann schrieben die Dialogbücher, Auer führte zudem die Dialogregie.
| Rolle                 | Englischer Synchronsprecher | Deutscher Synchronsprecher                                                     |
| --------------------- | --------------------------- | ------------------------------------------------------------------------------ |
| Captain Hero          | Jess Harnell                | Thomas Albus                                                                   |
| Prinzessin Clara      | Tara Strong                 | Marieke Oeffinger                                                              |
| Toot Braunstein       | Tara Strong                 | Kathrin Gaube                                                                  |
| Foxxy Love            | Cree Summer                 | Angela Wiederhut                                                               |
| Spanky Ham            | Adam Carolla                | Christoph Jablonka                                                             |
| Ling-Ling             | Abbey DiGregorio            | Sabine Bohlmann (In der deutschen Fassung ist häufig der Originalton zu hören) |
| Xandir                | Jack Plotnick               | Benedikt Gutjan                                                                |
| Wollknäuel Sockenbart | James Arnold Taylor         | Kai Taschner                                                                   |

### Musik
Wie die Charaktere der Sendung, spiegelt auch die Hintergrundmusik Klischees wider. So werden beispielsweise (vermeintlich) tragische Momente mit trauriger Klaviermusik hinterlegt, in pathetischen Momenten gibt es eine Blechbläserversion von "Amazing Grace". Mysteriöse Szenen werden generell mit der Klaviermelodie des Liedes Shark Side aus dem Horrorthriller Deep Blue Sea untermalt. Außerdem sind des Öfteren Stücke aus Star Wars zu hören. In überraschenden Glücksmomenten wird immer wieder das Motiv Freude, schöner Götterfunken aus Beethovens 9. Sinfonie verwendet.
In einigen Folgen kommentieren die Protagonisten selber mit meist an Musicals angelehntem Gesang die Handlung. Beispielsweise singen Prinzessin Clara und Foxxy in der Folge Hot Tub ein Lied über den Zungenkuss, den sie ausgetauscht haben.

### Mitwirkende
- Executive Producers: Dave Jeser und Matt Silverstein
- Line Producer: Mike Mendel
- Associate Producer: Mark Douglas
- Supervising Producer: Peter Avanzino
- Writers: Reed Agnew, Valerie Ahern, Elijah Aron, Jeffrey Bushell, Reid Harrison, Jeff Kahn, Dave Lewman, Joe Liss, Christian McLaughlin, Matt Silverstein, Erik Sommers und Jordan Young.

## Trivia
- Der Postcredit-Clip mit der schwankenden Brücke ist Teil einer authentischen Liveaufnahme des Zusammensturzes der Tacoma-Narrows-Brücke im Jahre 1940.
- Die häufig eingespielte Szene mit dem Affenmenschen stammt aus The Lost World von 1925.
- Drei der Synchronsprecher (im Originalton) haben früher bei anderen Projekten mit den Machern Dave Jeser und Matt Silverstein zusammengearbeitet: Adam Carolla und Abbey DiGregorio bei The Man Show, und Jack Plotnick bei Action. Sarah Silverman, Gaststar in The Other Cousin, arbeitete mit Jeser und Silverstein bei Greg the Bunny, ebenso die Autoren Bill Freiberger und Erik Sommers.
- Sofern er nicht seine im Original belassene Phantasiesprache („Japorean“) benutzt, wird Ling-Ling in der deutschsprachigen Synchronisation von Sabine Bohlmann gesprochen. Sie synchronisierte auch das Pokémon Pikachu in der ersten Staffel, auf dem der Charakter Ling-Ling basiert.